# Décès en juin 1988
Décès
- 1984
- 1985
- 1986
- 1987
- 1988
- 1989
- 1990
- 1991
- 1992

Pour une information complémentaire, voir la page d'aide.

| Date          | Nom                           | Activités                                                                                 | Âge | Source |
| ------------- | ----------------------------- | ----------------------------------------------------------------------------------------- | --- | ------ |
| 1 juin        | Leon Belasco                  | acteur, violoniste et chef d'orchestre américain d'origine russe                          | 85  |        |
| 4 juin        | Vicente Seguí                 | Footballeur espagnol                                                                      | 60  |        |
| 8 juin        | Lotti Ruckstuhl               | avocate, journaliste et militante féministe suisse                                        | 87  |        |
| 9 juin        | Henryk Stazewski              | peintre, illustrateur, designer et décorateur de théâtre polonais                         | 94  | (en)   |
| 11 juin       | Nathan Cook                   | acteur américain                                                                          | 38  |        |
| 11 juin       | Christine Fabréga             | actrice française                                                                         | 57  |        |
| 12 juin       | Marcel Poot                   | compositeur belge                                                                         | 87  |        |
| 16 juin       | Raymond Passat                | coureur cycliste français                                                                 | 75  |        |
| 17 juin       | Marcelle Loubchansky          | peintre française                                                                         | 76  |        |
| 19 juin       | Teru Shimada                  | acteur nippo-américain                                                                    | 82  |        |
| 22 juin       | Bramwell Fletcher             | acteur britannique                                                                        | 84  | (en)   |
| 22 juin       | Svend Westergaard             | compositeur et pédagogue danois                                                           | 65  | (en)   |
| 24 juin       | Kurt Pratsch-Kaufmann         | acteur allemand                                                                           | 81  |        |
| 25 juin       | Hillel Slovak                 | 1er guitariste des Red Hot Chili Peppers                                                  | 26  |        |
| 26 juin       | Hans Urs von Balthasar        | théologien catholique suisse                                                              | 83  |        |
| 27 juin       | Louis Versyp                  | footballeur international belge                                                           | 79  |        |
| 29 juin       | Charles Pollaci               | peintre et lithographe figuratif français                                                 | 80  |        |
| 29 juin       | Claude Roederer               | peintre, dessinateur, illustrateur, décorateur et costumier de pièces de théâtre français | 64  |        |
| date inconnue | Emmanuel Mbela Lifafe Endeley | homme politique camerounais                                                               | 72  |        |